# Евдокимово (Псковская область)
Евдокимово — деревня в Печорском районе Псковской области России. Входит в состав сельского поселения «Лавровская волость».

## География
Расположена в 4 км к югу от волостного центра, деревни Лавры, и в 34 км к юго-западу от райцентра, города Печоры. В 1 км к югу проходит граница c Латвией.

## Население
Численность населения деревни по оценке на конец 2000 года составляла 8 жителей.
| 2001 | 2002 | 2010 |
| ---- | ---- | ---- |
| 8    | ↘7   | ↘2   |

## Инфраструктура
Личное подсобное хозяйство.

## Транспорт
Просёлочные дороги.